# Repubblica Socialista Sovietica Lettone (1918-1920)
La Repubblica Socialista Sovietica di Lettonia (in lettone: Latvijas Sociālistiskā Padomju Republika, LSPR) fu uno Stato bolscevico nato in seguito all'invasione bolscevica del Ducato Baltico Unito (dal quale la Lettonia aveva già dichiarato la secessione come Repubblica di Lettonia) dopo lo sgombero dall'Ober Ost dei tedeschi, sconfitti nella prima guerra mondiale.
Ne derivò la guerra d'indipendenza lettone, dalla quale la Repubblica Socialista Sovietica di Lettonia uscì sconfitta con il Trattato di Riga dell'11 agosto 1920. Comunque, per metà del suo tempo, tale RSS fu confinata nel solo est del paese.